# Форт Нассау (Гаяна)
Форт Нассау (нід. Fort Nassau) — фортифікаційна споруда, що виконувало роль столиці голландської колонії Бербіс (нині — територія Гаяни). Розташовувався на річці Бербіс за 88 км вгору за течією від Нью-Амстердама.

## Підстава
Приблизно в 1627 році голландський колоніст Абрахам ван Пере запросив в Зеландській палаті Голландської Вест-Індійської компанії дозвіл заснувати поселення на річці Бербіс. В першу чергу він планував вирощувати тут експортні культури, такі як цукор, тютюн і бавовник, а також добувати корисні копалини. В обмін на отримання дозволу Голландська Вест-Індійська компанія зажадала від ван Пере одну п'яту частину здобутих золота, срібла та коштовних каменів.
Ван Пере побудував форт зав 55 миль від гирла річки Бербіс, який назвав Нассау на честь принца Оранського Моріца Нассауського.

## Опис
Дерев'яний форт, оточений по периметру частоколом, відрізнявся великою кам'яною двоповерховою будівлею. На першому поверсі розташовувалися зал засідань і церковний зал, на другому розміщувалися губернатор колонії, командувач військами та секретаріат. У казармах форту розміщувалося близько 60 солдатів.

## Розвиток
Поселення поблизу форту стало досить успішним торговим пунктом. Голландці закуповували тут ножі, тканини, тютюн, цукор. Африканських рабів було небагато; більшу частину чорнової роботи виконували взяті в полон місцеві індіанці та продані голландцям представники інших племен.
У 1712 році форт був спалений французами при їх окупації колонії в ході війни за іспанську спадщину, однак пізніше був відновлений голландцями. При повстанні рабів у 1763 році з метою запобігання захопленню форту за наказом губернатора колонії ван Хогенайма він був зруйнований.

## Занепад
У 1785 році поселення Форт-Нассау було закинуто на користь більш перспективного Форт-Сінт-Андриса, що з'явився нижче за течією біля злиття річок Бербіс і Каньє. Нове поселення згодом розрослося до міста, яке було назване Нью-Амстердам (нід. Nieuw Amsterdam), а в даний час відоме як Нью-Амстердам (англ. New Amsterdam).

## Сучасність
У 1999 році Гаянським урядом руїни форту були оголошені національним пам'ятником, і в даний час проводяться роботи по їх збереженню.